# Saint-Priest-les-Fougères
Saint-Priest-les-Fougères (okzitanisch Sent Prich las Fougieras) ist eine französische Gemeinde mit 376 Einwohnern (Stand 1. Januar 2022) im Nordosten des Départements Dordogne, Region Aquitanien. Sie gehört zum Arrondissement Nontron und zum Kanton Thiviers. Zuständiger Gemeindeverband ist die Communauté de communes Périgord-Limousin. Die Gemeinde ist integraler Bestandteil des Regionalen Naturparks Périgord-Limousin. Die Einwohner werden als Saint Priestois bzw. als Saint Priestoises bezeichnet.

## Etymologie
Saint Priest oder okzitanisch Sent Prich (auch Saint Projet oder lateinisch Sanctus Projectus) bezeichnet den Heiligen Priest de Clermont (625 bis 676), der im Jahr 676 als Bischof der Auvergne in Volvic einen gewaltsamen Tod fand und zum Märtyrer erklärt wurde. Das französische Wort fougères bedeutet die hier weit verbreiteten Farne.

## Geographie

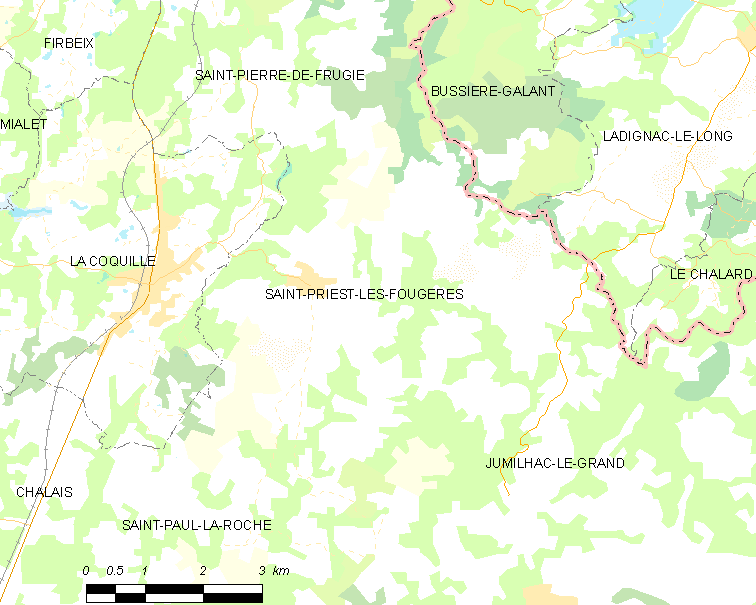
Lagekarte von Saint-Priest-les-Fougères

Saint-Priest-les-Fougères liegt drei Kilometer östlich von La Coquille und 12 Kilometer südsüdöstlich von Châlus (Luftlinie). Die Gemeinde ist Grenzgemeinde zum Département Haute-Vienne. Sie wird von folgenden Nachbargemeinden umgeben:
| La Coquille         | Saint-Pierre-de-Frugie                      | Bussière-Galant (Haute-Vienne) |
| La Coquille         | Kompassrose, die auf Nachbargemeinden zeigt |                                |
| Saint-Paul-la-Roche | Jumilhac-le-Grand                           | Jumilhac-le-Grand              |

Neben dem Ortskern besteht die Gemeinde aus folgenden Geländepunkten, Weilern, Gehöften, Mühlen und einem Schloss: Bois du Guay, Bourdoux, Champelot, Chantalouette, Château d'Oche, Chez Pirau, Ciarlet, Coutancie, Dienne, Étang de la Barde, Étangs des Brousses, Gué des Billes, Hièras, La Bastide, La Bessoulie, La Bourdeille, La Brégère, Labey, Le Boucheron, Le Bourg, Le Domaine Haut, Le Fraysse, Le Moulin de Ribeyreix, Le Moulin du Boucheron, Le Moulin Neuf, Le Petit Bost, Le Petit Moulin, Le Repaire, Les Champs Jaurès, Logebrenaud, Mas d'Arneix, Oche, Pré du Rieu, Puyssibot, Ribeyreix, Sireyjol, Tirepierre und Tour Bel-Air.
Der topographisch tiefste Punkt im Gemeindegebiet mit 248 Meter liegt an der Südgrenze südöstlich von Oche; hier verlässt der Périgord die Gemeinde in Richtung Südosten. Der höchste Punkt mit 411 Meter befindet sich im äußersten Norden bei Sireyjol an der Grenze zu Saint-Nicolas-de-Courbefy (Gemeinde Bussière-Galant) im Forêt de Vieillecour. Der maximale Höhenunterschied beträgt 163 Meter, die durchschnittliche Meerhöhe 334 Meter.

### Verkehrsanbindung
Durch Saint-Priest-les-Fougères quert von Westen aus La Coquille kommend die D 79; sie führt nach dem im Südosten liegenden Jumilhac-le-Grand. Über die D 79 wird der Ort an die N 21 angebunden, die Hauptverkehrsachse von Limoges nach Périgueux. Der Ort hat über Kommunalstraßen ferner Anschluss nach Saint-Pierre-de-Frugie im Nordwesten, nach Ladignac-le-Long im Nordosten und nach Chalais im Südwesten.

### Bodenbedeckung

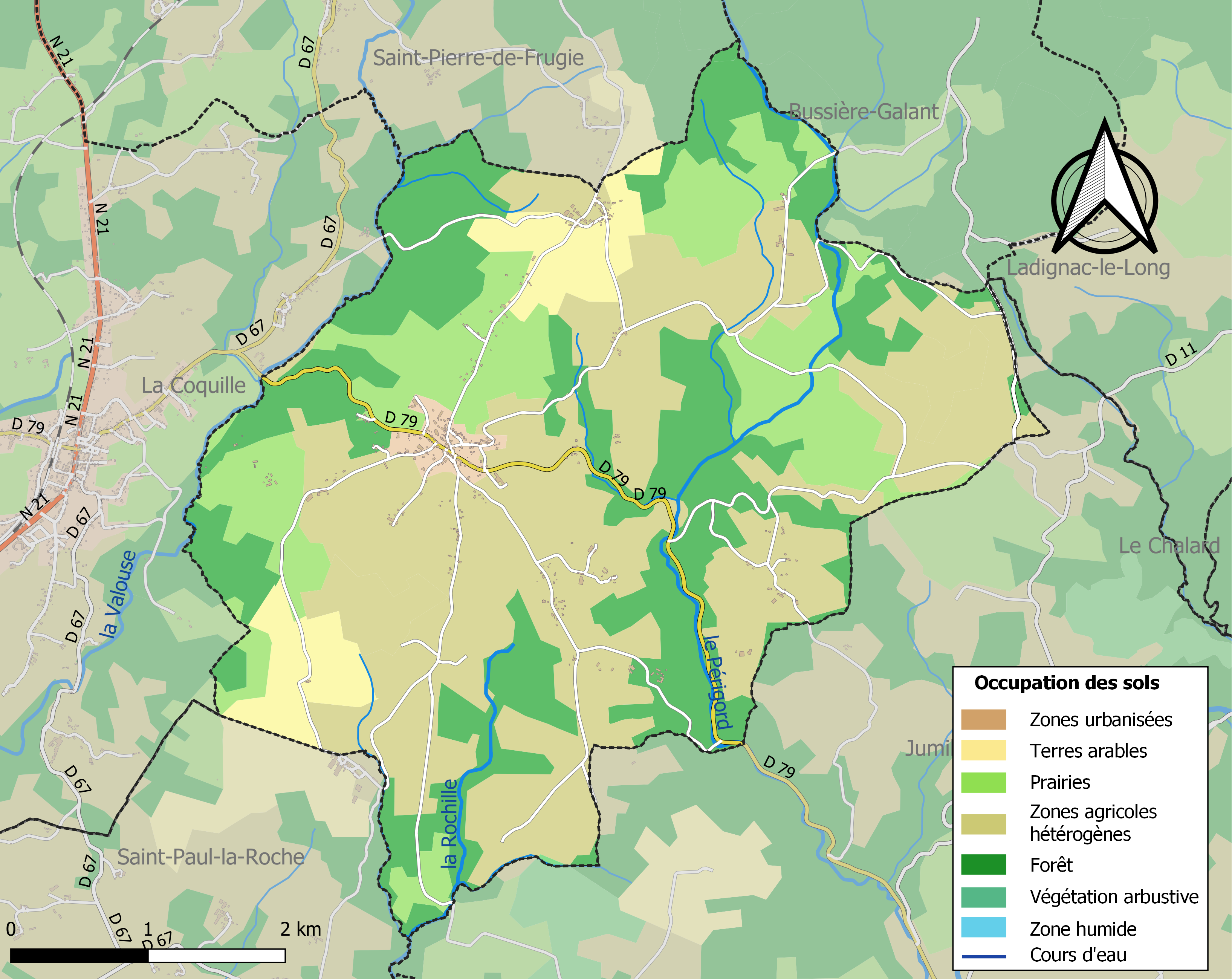
Bodenbedeckung in Saint-Priest-les-Fougères

Die Bodenbedeckung der Gemeinde Saint-Priest-les-Fougères schlüsselt sich im Jahr 2018 gemäß der europäischen Datenbank CORINE Land Cover (CLC) wie folgt auf:
- Wälder – 29,6 %
- heterogene landwirtschaftliche Nutzung – 45,3 %
- Wiesen – 17,6 %
- Städtebaulich beansprucht – 1,3 %
- Dauerkulturen – 3,2 %
- Ackerland – 3,0 %

Die landwirtschaftliche Nutzung steht im Vordergrund. Der Anteil der landwirtschaftlichen Nutzflächen hat sich seit 1990 von 69,6 % auf 69,1 % leicht verringert.

## Klima
Saint-Priest-les-Fougères besitzt ein abgeschwächtes ozeanisches Klima  mit gemäßigtem Sommer (Cfb nach Köppen und Geiger), das sich durch folgende Parameter auszeichnet:
| Klimaparameter im Zeitraum 1971–2000 - Jahresmittel: 11,3 °C - Anzahl der Tage unter −5 °C: 2,8 - Anzahl der Tage oberhalb 30 °C: 4,4 - Maximum im Tages-Temperaturunterschied: 14,6 °C - Jahresniederschlag: 1173 mm - Niederschlagstage im Januar: 13,8 - Niederschlagstage im Juli: 8,2 |

Durch den Klimawandel zeichnen sich Erhöhungen im Jahresmittel ab, die sich bereits auch bemerkbar machen. So ist beispielsweise an der 39 Kilometer entfernten Wetterstation am Flughafen von Limoges-Bellegarde das langjährige Jahresmittel von 11,2 °C für 1971–2000 über 11,4 °C für 1981–2010 auf 11,8 °C für 1991–2020 angestiegen – ein Zuwachs um 0,6 °C innerhalb von 20 Jahren.

## Hydrographie

Hydrographische Karte von Saint-Priest-les-Fougères

Der Ostteil des Gemeindegebietes von Saint-Priest-les-Fougères wird vom Périgord durchzogen, der, vom Forêt de Vieillecour kommend, anfangs in südwestlicher Richtung abfließt, dann aber auf Südrichtung dreht. Die Westgrenze der Gemeinde wird von der Valouse gebildet, die ebenfalls in südwestlicher Richtung fließt. Der Südabschnitt wird von der Rochille und ihren Seitenarmen entwässert, einem linken Nebenfluss der Valouse.
Périgord, Rochille und Valouse gehören zum Flusssystem Isle-Dronne.
Die Gesamtlänge des Entwässerungsnetzes in der Gemeinde Saint-Priest-les-Fougères beträgt 33 Kilometer.

## Geologie

Geologische Karte von Saint-Priest-les-Fougères

Die Gemeinde Saint-Priest-les-Fougères liegt vollständig auf dem metamorphen Grundgebirge des nordwestlichen Massif Central.
Die anstehenden Gesteine bilden Teil der Unteren Gneisdecke, es handelt sich hier vorwiegend um Paragneise (ζ1-2 bzw. ζ1-(2)), glimmerschiefrige Paragneise (ζ1 bzw. ξ1) und feinkörnige Leptynite (mλ3-4b-m bzw. λ3-5). Die Paragneise dürften aus spätneoproterozoischen Grauwacken und mehr tonigen Ausgangsgesteinen hervorgegangen sein. Die granitischen Leptynite werden dem Ordovizium zugerechnet.
Die Grundgebirgsgesteine werden auf den Höhenrücken zwischen den Flussläufen meist von pleistozänen Alteriten verdeckt, in der Regel Kolluvium fluviatilen Ursprungs (Formation AC). Bei Tour Bel-Air im Süden sind auch noch stratigraphisch höherliegende Flusssedimente erhalten, die möglicherweise ins Pliozän zurückgehen (Formation Fs). Die Schotter bestehen aus bis zu 30 cm großen Quarzgeröllen, eingebettet in einer Sandmatrix. In der Talung des Périgords findet sich holozänes Alluvium (Formation K).
Die Metamorphite haben überall die Staurolithzone erreicht, können aber auch höher metamorph vorliegen (Disthen- und Sillimanitzone), insbesondere im Norden des Gemeindegebiets mit Annäherung an den Saint-Nicolas-Courbefy-Granit (Gemeindegebiet von Saint-Pierre-de-Frugie).
Der Westen der Gemeinde an der Valouse wird noch von der Nordost streichenden La Coquille-Störung berührt, mit der ein Umbiegen der regionalen Foliation in dieselbe Richtung assoziiert ist. Außerdem bildete sich etwas weiter östlich ein parallel laufender, antiklinaler Rücken, in dessen Kern die glimmerschiefrigen Paragneise anstehen.

## Geschichte
Ältestes Bauwerk in Saint-Priest-les-Fougères ist die romanische Ortskirche. Das Château d'Oche geht ins 15. Jahrhundert zurück.

## Bevölkerungsentwicklung
| Jahr | Einwohner |  |
| 1962 | 592       |  |
| 1968 | 538       |  |
| 1975 | 508       |  |
| 1982 | 485       |  |
| 1990 | 443       |  |
| 1999 | 412       |  |
| 2006 | 394       |  |
| 2007 | 392       |  |
| 2008 | 389       |  |
| 2013 | 377       |  |
| 2018 | 381       |  |
| 2019 | 380       |  |

Quelle: INSEE
Die Bevölkerungszahlen von Saint-Priest-les-Fougères waren bis 2013 rückläufig, scheinen aber sich seitdem zu stabilisieren.

## Verwaltung
Bürgermeister in Saint-Priest-les-Fougères ist seit März 2014 Jean Patrick Chaussadas, der im Mai 2020 wiedergewählt wurde.

## Präsidentschaftswahlen 2022
| Kandidaten                       | Kandidaten            | Parteien                      | Parteien            | 1. Wahlgang | 1. Wahlgang | 2. Wahlgang | 2. Wahlgang |
| Kandidaten                       | Kandidaten            | Parteien                      | Parteien            | Stimmen     | %           | Stimmen     | %           |
| -------------------------------- | --------------------- | ----------------------------- | ------------------- | ----------- | ----------- | ----------- | ----------- |
|                                  | Marine Le Pen         | Front national                | FN                  | 60          | 30,15 %     | 95          | 51,08 %     |
|                                  | Emmanuel Macron       | En marche !                   | EM                  | 49          | 24,62 %     | 91          | 48,92 %     |
|                                  | Jean-Luc Mélenchon    | Front de gauche               | FDG                 | 32          | 16,08 %     |             |             |
|                                  | Éric Zemmour          | Reconquête                    |                     | 13          | 6,53 %      |             |             |
|                                  | Valérie Pécresse      | Les Républicains              | LR                  | 12          | 6,03 %      |             |             |
|                                  | Jean Lassalle         | Résistons !                   | R                   | 18          | 9,04 %      |             |             |
|                                  | Anne Hidalgo          | Parti socialiste              | PS                  | 0           | 0,00 %      |             |             |
|                                  | Fabien Roussel        | Parti communiste français     | PC                  | 4           | 2,01 %      |             |             |
|                                  | Nicolas Dupont-Aignan | Debout la République          | DLR                 | 2           | 1,01 %      |             |             |
|                                  | Yannick Jadot         | Europe Écologie-Les Verts     | EELV                | 3           | 1,51 %      |             |             |
|                                  | Nathalie Arthaud      | Lutte Ouvrière                | LO                  | 2           | 1,01 %      |             |             |
|                                  | Philippe Poutou       | Nouveau Parti anticapitaliste | NPA                 | 4           | 2,01 %      |             |             |
|                                  |                       |                               |                     |             |             |             |             |
| Gesamt                           | Gesamt                | Gesamt                        | Gesamt              | 199         | 100 %       | 186         | 100 %       |
|                                  |                       |                               |                     |             |             |             |             |
| Gültige Stimmen                  | Gültige Stimmen       | Gültige Stimmen               | Gültige Stimmen     | 199         | 97,55 %     | 186         | 89,42 %     |
| Ungültige Stimmen                | Ungültige Stimmen     | Ungültige Stimmen             | Ungültige Stimmen   | 5           | 2,45 %      | 22          | 10,58 %     |
| Wahlbeteiligung                  | Wahlbeteiligung       | Wahlbeteiligung               | Wahlbeteiligung     | 204         | 76,12 %     | 208         | 77,61 %     |
| Enthaltungen                     | Enthaltungen          | Enthaltungen                  | Enthaltungen        | 64          | 23,88 %     | 60          | 22,39 %     |
| Registrierte Wähler              | Registrierte Wähler   | Registrierte Wähler           | Registrierte Wähler | 268         |             | 268         |             |
|                                  |                       |                               |                     |             |             |             |             |
| Quelle: Ministère de l'Intérieur |                       |                               |                     |             |             |             |             |

Die Präsidentschaftswahlen 2022 in Saint-Priest-les-Fougères konnte Marine Le Pen knapp für sich entscheiden.

## Wirtschaft

### Beschäftigung
Im Jahr 2015 betrug die erwerbsfähige Bevölkerung zwischen 15 und 64 Jahren 138 Personen bzw. 36,3 % der Gesamtbevölkerung. Im Vergleich zu 2010 hat sich die Zahl der Arbeitslosen von 14 auf 19 erhöht, die Arbeitslosenquote liegt somit jetzt bei 13,8 %.

### Unternehmen
Am 31. Dezember 2015 waren 36 Unternehmen in Saint-Priest-les-Fougères ansässig, davon 17 im Sektor Handel, Transport oder Dienstleistungen, 8 in Landwirtschaft, Forsten und Fischerei, 6 im Baugewerbe, 3 in der Industrie und 2 im Sektor Verwaltung, Bildung, Gesundheit oder Soziales.

## Sehenswürdigkeiten
- romanische Ortskirche, die im 17. Jahrhundert baulich stark verändert wurde (sie erhielt unter anderem ihren achteckigen Kirchturm im Limousinstil)
- Château d’Oche mit Überresten aus dem 15. Jahrhundert wurde im 19. Jahrhundert neu erbaut
- Manoir de la Bastide (Herrensitz)

## Photogalerie

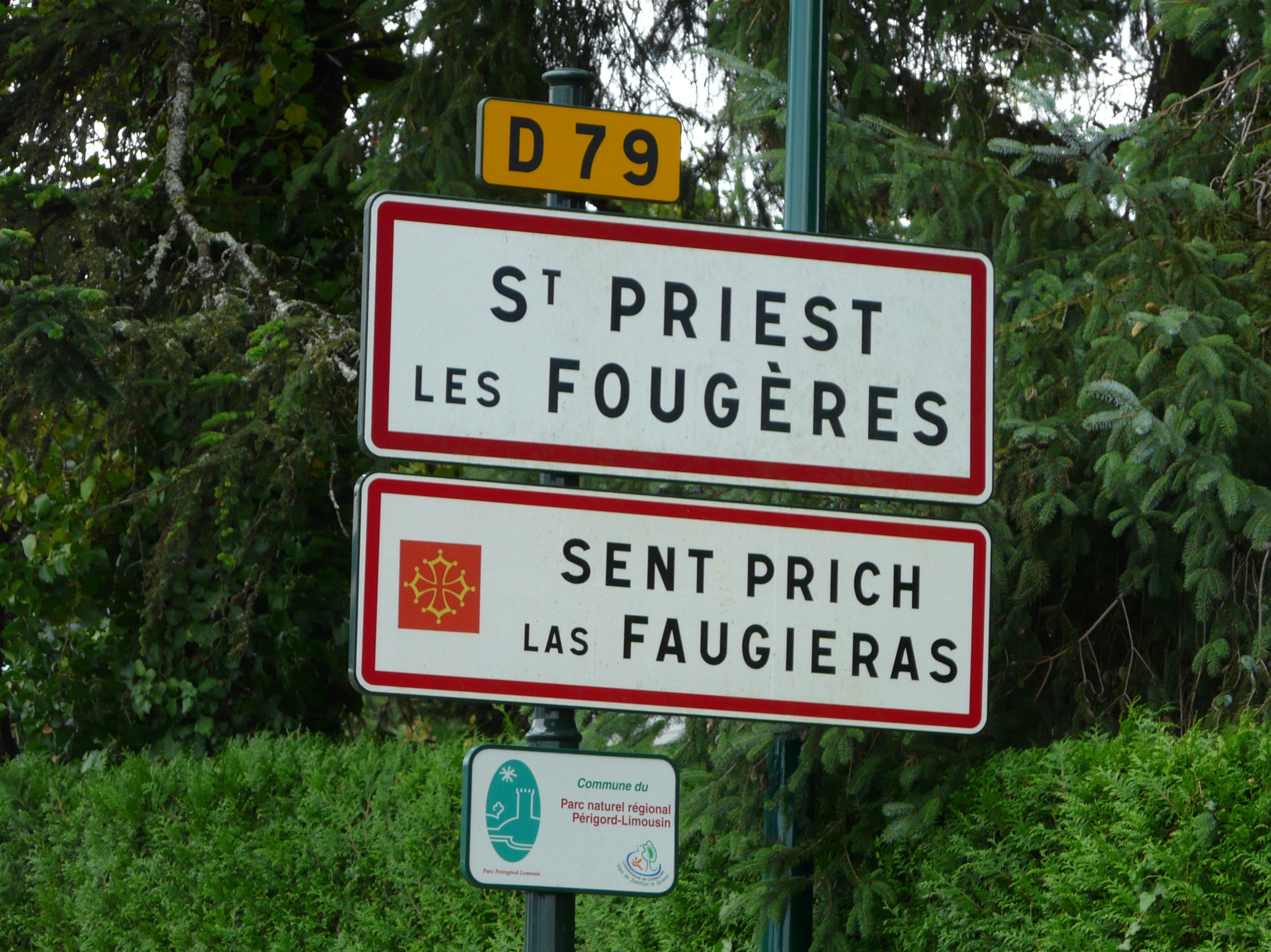
Zweisprachiges Ortsschild an der D 79
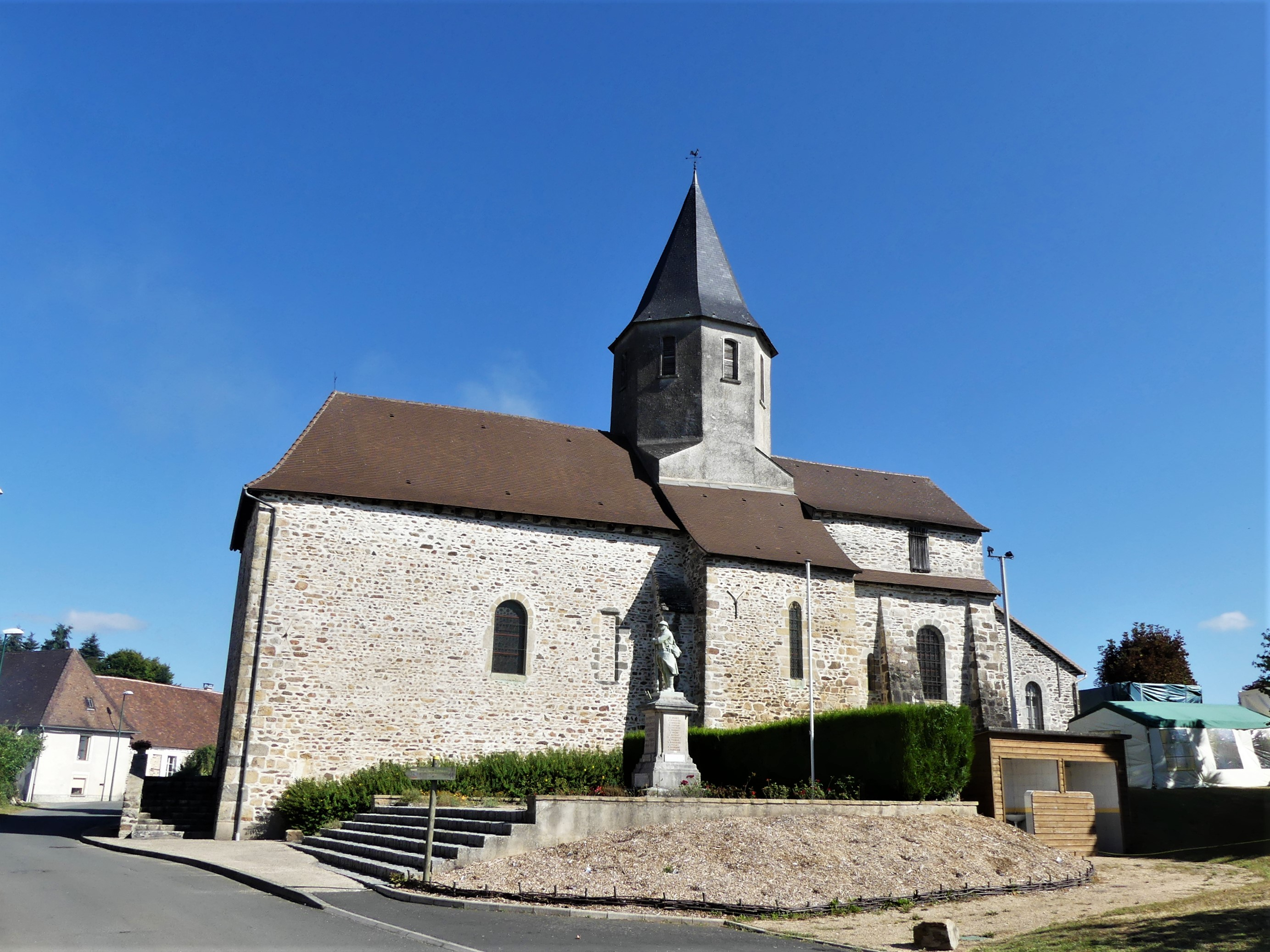
Die Ortskirche Saint-Projet
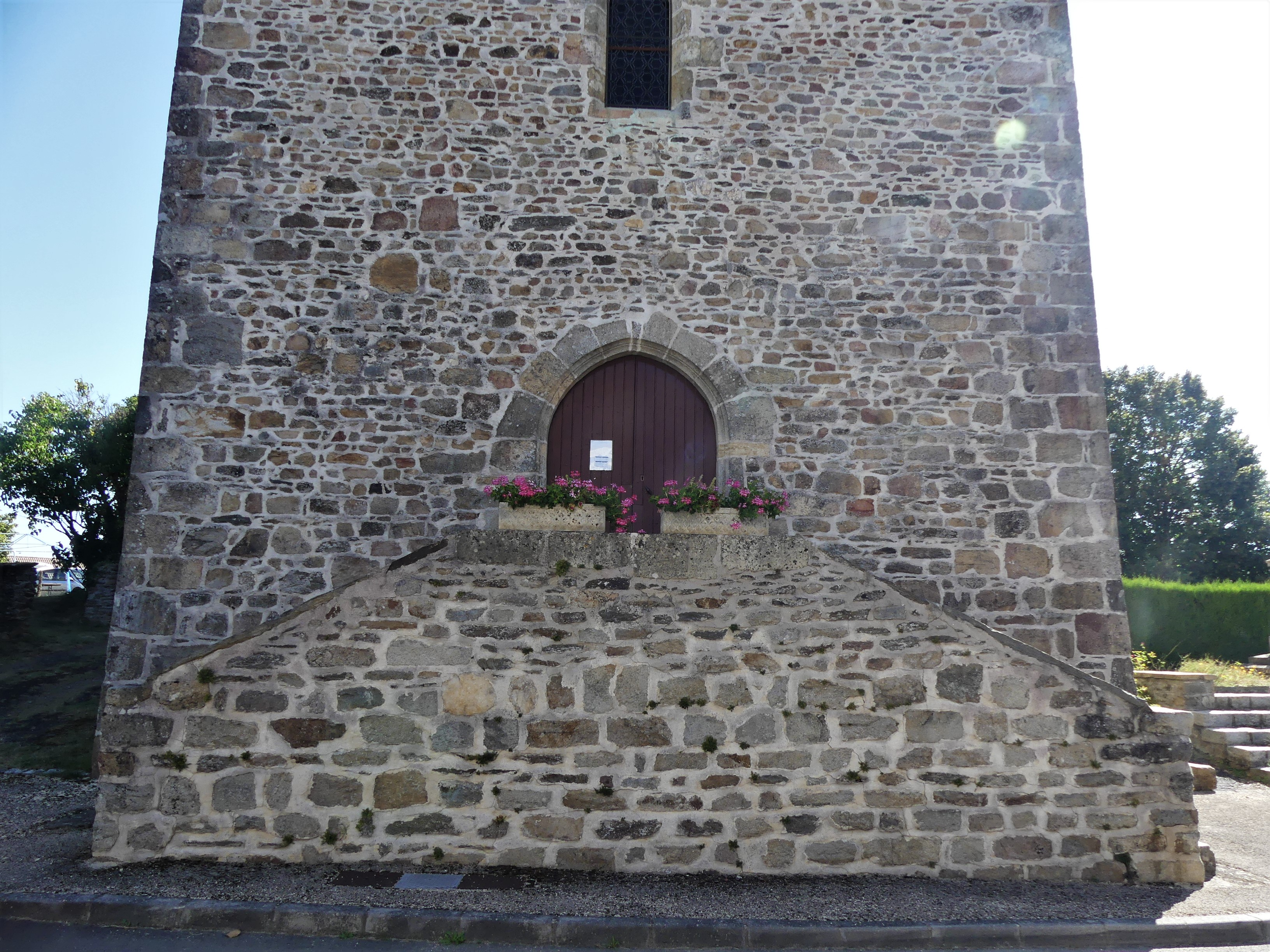
Eingangsportal von Saint-Projet
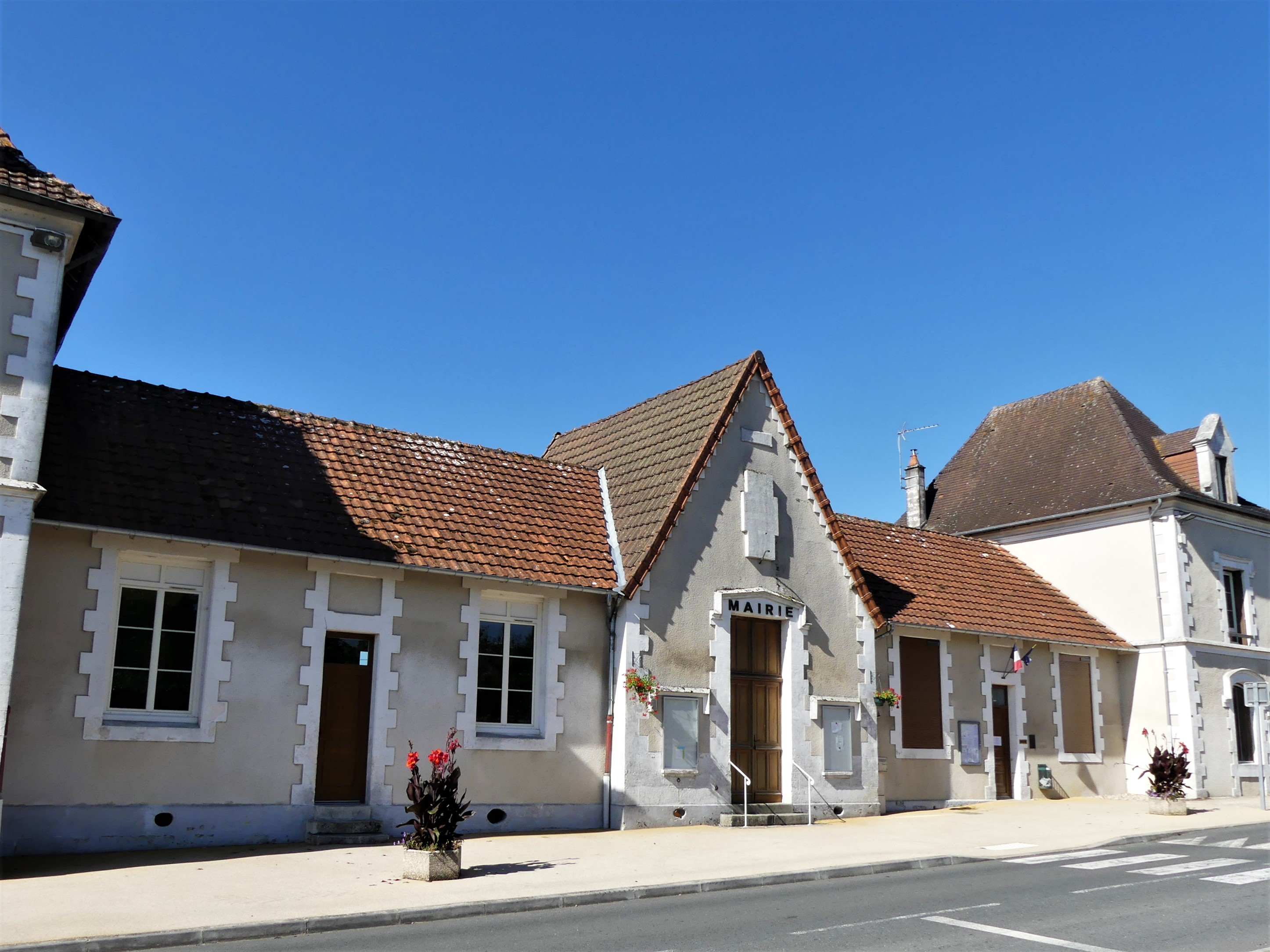
Rathaus von Saint-Priest-les-Fougères
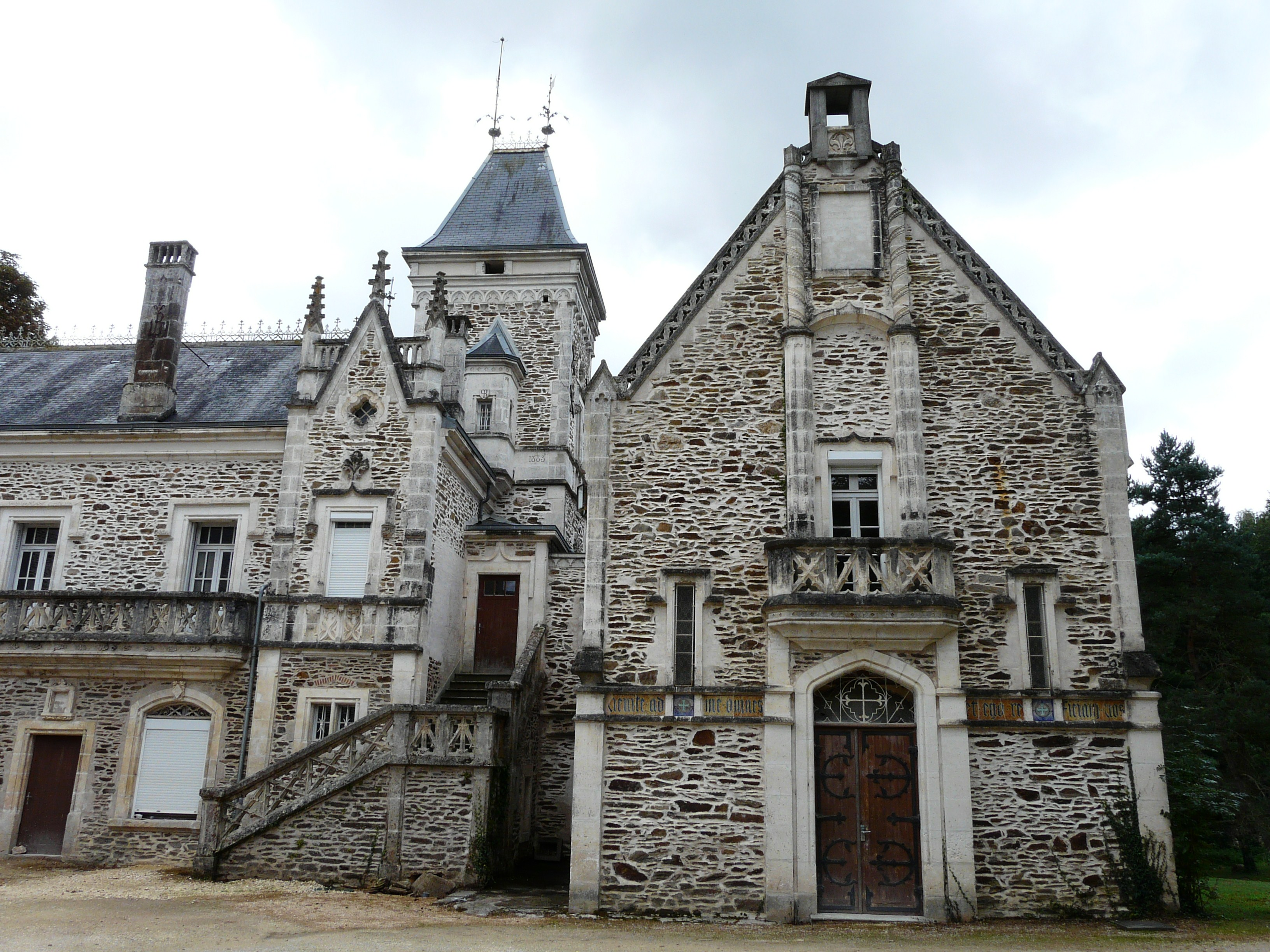
Die Kapelle vom Château d'Oche
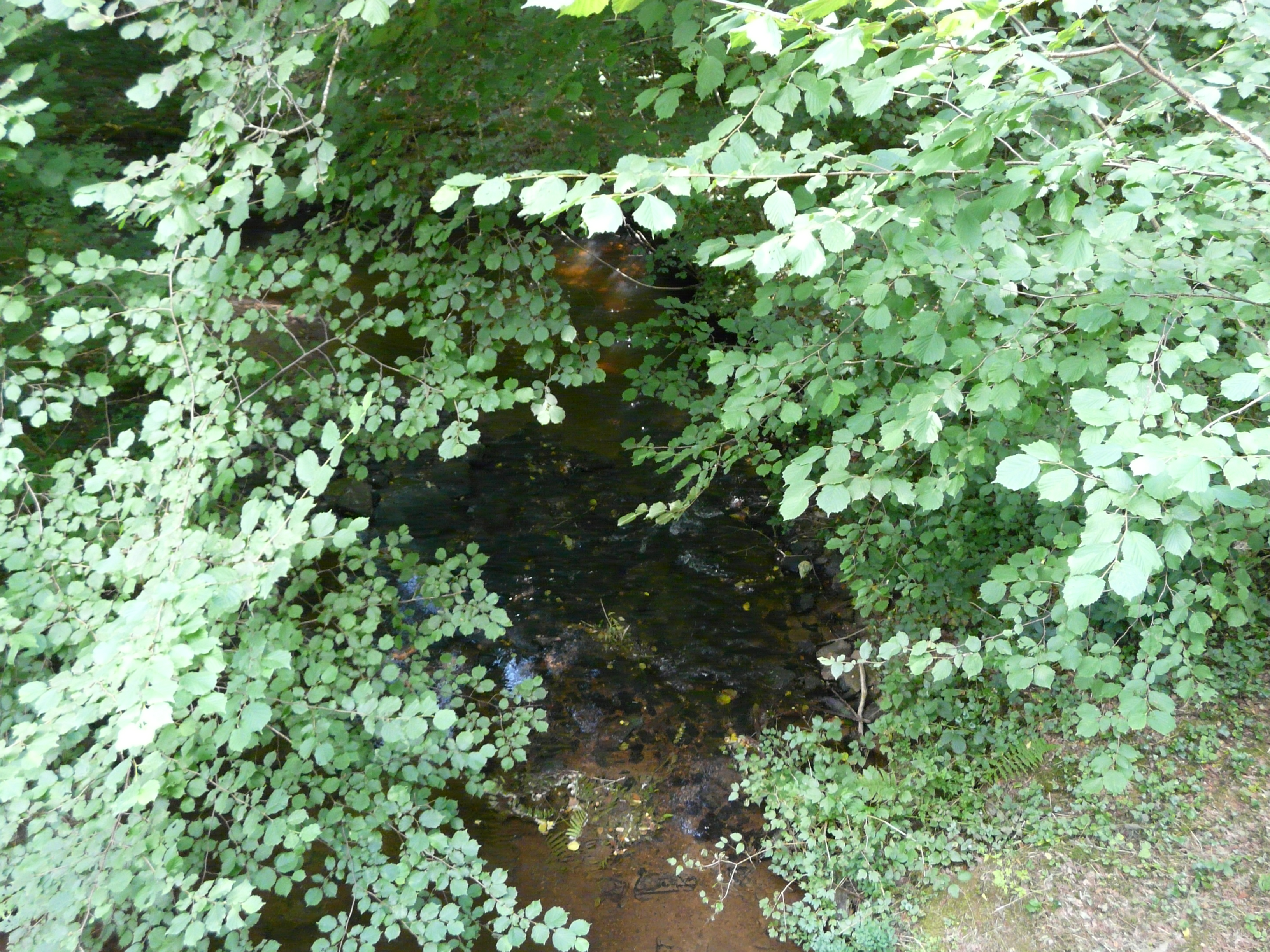
Der Périgord unterhalb von Oche
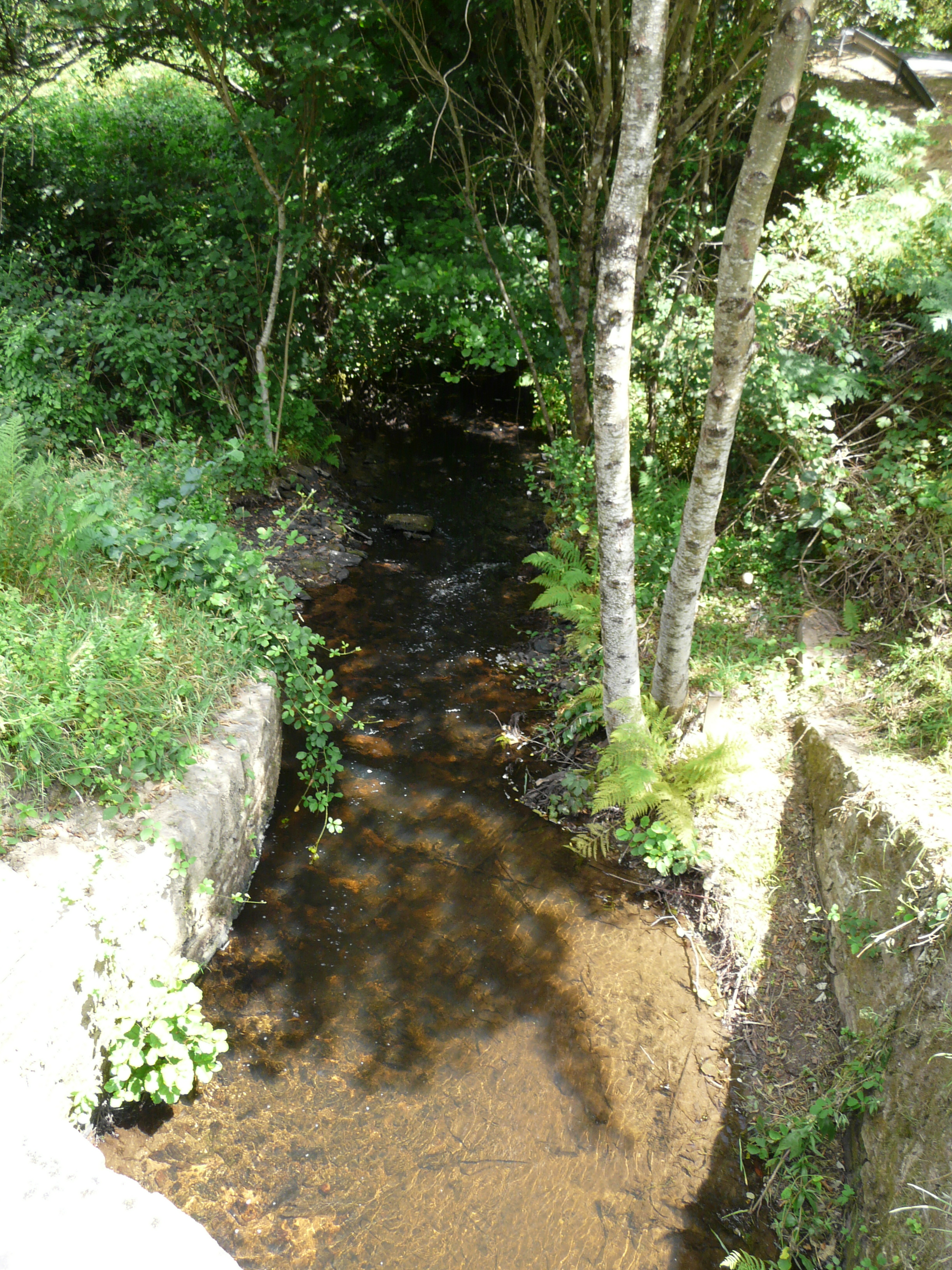
Der Périgord oberhalb der D 79
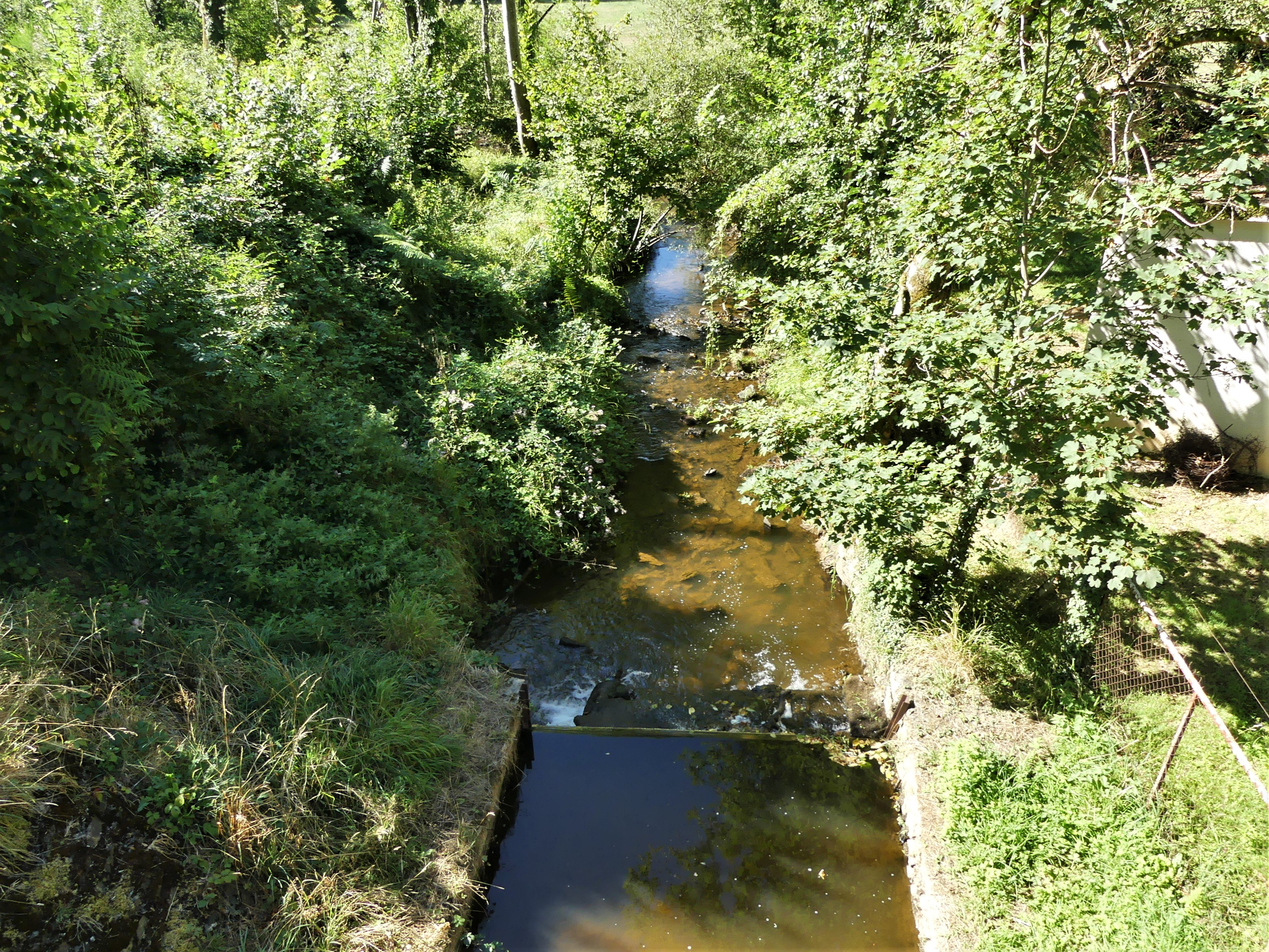
Die Valouse unterhalb der D 79. Die Gemeinde La Coquille liegt rechterhand.